# Насирваз
Насирваз (азерб. Nəsirvaz) — село в Ордубадском районе Азербайджана, в Нахичеванской Автономной Республике.
А. Айвазян, называет село Месропаваном, которое происходит от имени Месропа Маштоца — создателя армянского алфавита, который жил здесь около 4 лет. Рядом с селом имеются древние петроглифы и армянский монастырь, также названный в честь святого Месропа Маштоца.

## История
- Монастырь Святого Месропа Маштоца (Насирваз)